# 李利
李 利（り り、生没年不詳）は、中国の後漢時代末期の武将。董卓の部将李傕の甥（兄の子）。同じく李傕の兄の子の李暹とは兄弟とも従兄弟とも考えられる。

## 正史の事跡
| 姓名           | 李利                                                                                                 |
| 時代           | 後漢時代                                                                                             |
| 生没年         | 〔不詳〕                                                                                             |
| 字・別号       | 〔不詳〕                                                                                             |
| 本貫・出身地等 | 涼州北地郡泥陽県（現在の甘粛省慶陽市寧県）                                                           |
| 職官           | 〔不詳〕                                                                                             |
| 爵位・号等     | - |
| 陣営・所属等   | 李傕                                                                                                 |
| 家族・一族     | 叔父：李傕 兄弟：李暹〔従兄弟?〕 従弟：李式（李傕の子）、胡封（おばの子） 従叔父：李応〔李傕の従弟〕 |

興平元年（194年）3月、李利は李傕の同僚である樊稠・郭汜と共に、馬騰に内応して反乱を起こした中郎将杜稟、侍中馬宇らを槐里に攻め滅ぼし、馬騰・韓遂の連合軍も長平観で撃破した。しかし、樊稠は同郷の友人である韓遂を陳倉まで追い詰めながらも見逃し、談笑して別れた。この現場を目撃した李利は、事の次第を李傕に密告する。そのため李傕は、会議と称して樊稠を呼び出し、その場で粛清したという（『三国志』魏書董卓伝注『九州春秋』）。
しかし樊稠の死は、実際には約1年後の興平2年（195年）2月である。『後漢書』董卓伝の本伝にも記述があることから、李利の密告自体は事実だが、樊稠粛清の直接の原因になったとは考えにくい。樊稠は勇猛果敢で衆望厚かったため、李傕から恐れられていたことが、より大きな原因と思われる（『後漢書』董卓伝注『献帝紀』）。
この件を最後に、李利は史書から姿を消す。

## 物語中の李利
小説『三国志演義』では、「李別」という人物として登場しており、何らかの事情で『演義』の作者が李利の名を改変または誤記したものと思われる。史実同様、樊稠についての密告を行っている。その後、曹操が献帝を保護すると、李暹と共に李傕軍の先頭に立って献帝を奪い返そうとしたが、曹操の部将・許褚に、李暹もろとも一刀の下に斬り捨てられた。